# Перчин
Перчин је мушка фризура, коса исплетена у кику која је падала преко леђа. У давна времена готово је подразумевано да мушкарац има дугу косу и браду, које су симболизовале његову зрелост и мушкост. У средњовековној Србији, нарочито у време цара Душана, једна од најтежих казни за какав преступ било је шишање косе и браде.
Код старих народа, Индуса, Персијанаца, Трачана и других, већина мушкараца је носила дугу косу. Грци су тек у 5. веку нове ере почели најпре да скраћују косу, а од 2. века да је шишају и обликују у фризуру. Римљани су преузели од Грка кратке фризуре, док су варвари иза њихових граница, као и они који су током велике сеобе народа преплавили Европу, и даље носили дугу косу.

## Перчин у Србији
У крајевима у којима су живели Словени, потом и Срби, дуго се задржала најраспрострањенија мушка фризура - дуга кика или перчин. За властелу и великодостојнике дуга коса се просто подразумевала. У Србији су скоро до краја Првог српског устанка мушкарци носили перчине. Испреплетена кика пуштена низ леђа која је вирила из шубаре или феса представљала је  мушкост и снагу. Сви јунаци народне поезије и других предања били су бркати, брадати и наравно дугокоси.
Забележено је да је 1810. године сам вожд Карађорђе одсекао свој перчин и наредио војницима да ураде исто. Разлог је био тај што је Карађорђе приметио да Турци у бојевима хватају Србе за перчине и одсецају им главе. Међутим, и Турци су носили перчин, па је једна од претпоставки да је перчин укинут и зато да би се српски ратници и визуелно разликовали од Турака. У Црној Гори ће исту наредбу и из истих разлога издати Митрополит Петар II Петровић Његош.
Карађорђе нареди да се сви војници шишају. Заповест ту изврше сви, а неколико села у смедеревској нахији одговоре војводи Вујици: “Доста је Карађорђу што заповеда нашим главама, а наше ће главе заповедати нашим кикама!”
Вујица то јави Карађорђу а Ђорђије груне с војском у село Азању и опколи неошишане Азањце са заповешћу: или да се ошишају или ће да пуца. У Ђорђије није било шале. У то се јави један ђаволаст младић па викне: „Море, људи! За кике 'оће човек да нам узме главе! Та, докле је глава биће и кика!“
И сви, ма и са гунђањем, пристану и ошишају се.
И поред тога, искорењивање перчина међу српским народом није ишло лако, иако је на томе радио лично и кнез Милош Обреновић. Срби се нису радо одвајали од овог традиционалног обичаја и мушког поноса, те су се опирали новој моди готово кроз цео 19. век. Обичај да савремени мушкарац носи кратку косу имао је исто онолико практичних узрока као и у Карађорђево време, потиче од прописа којима се војска борила против вашки и болештина које су оне преносиле, а нарочито тифуса.